# Триэтилиндий
Триэтилиндий — элементоорганическое вещество, алкилпроизводное индия с формулой In(C2H5)3, бесцветная жидкость.

## Получение
- Взаимодействие индия с диэтилртутью:

{\displaystyle {\mathsf {2In+3Hg(C_{2}H_{5})_{2}\ {\xrightarrow {}}\ 2In(C_{2}H_{5})_{3}+3Hg}}}

## Физические свойства
Триэтилиндий — бесцветная жидкость.

## Химические свойства
- Энергично реагирует с водой:

{\displaystyle {\mathsf {In(C_{2}H_{5})_{3}+H_{2}O\ {\xrightarrow {}}\ In(C_{2}H_{5})_{2}OH+C_{2}H_{6}\uparrow }}}